# Два слона против коня
Два слона против коня — сложное шахматное окончание, в котором на доске присутствуют: а) у сильнейшей стороны — король и два разнопольных слона; б) у слабейшей стороны — король и конь. Пешек на доске нет.

## Оценка окончания
Окончание считается теоретически выигранным, хотя так было не всегда — до появления эндшпильных таблиц Налимова оно считалось ничейным. Ныне установлено, что при точной игре обеих сторон два слона почти всегда одолевают коня. Исключение составляют такие позиции, где после возникновения этого окончания один из слонов форсированно теряется. Следует также остерегаться следующей ничейной позиции (см. ниже).
Общая стратегия сильнейшей стороны в этом эндшпиле состоит в том, чтобы соединёнными усилиями своих фигур оттеснить коня на край доски или в угол, затем выиграть его. После этого ставится простой мат двумя слонами. Иногда случается и так, что мат достигается при наличии коня на доске.
Часто в этом эндшпиле для выигрыша требуется более 50 ходов. Кроме того, это окончание очень трудно для разыгрывания «белковыми шахматистами» в игре за доской. Всё это снижает до минимума шансы реализовать свой перевес в очном турнире, хотя это окончание встречается очень редко. Однако в игре по переписке, напротив, слабейшей стороне нет смысла играть это окончание, так как сильнейшая сторона всегда может воспользоваться помощью таблиц Налимова, а правило 50 ходов в заочных шахматах было отменено ещё в 2014 году. Доказанность оценки этого эндшпиля имеет значение также для шахматной композиции, так как из этой оценки могут исходить составители этюдов.

## Примеры
|   | a                                                                                   | b                                                                                   | c                                                                                   | d                                                                                   | e                                                                                   | f                                                                                   | g                                                                                   | h                                                                                   |   |
| - | ----------------------------------------------------------------------------------- | ----------------------------------------------------------------------------------- | ----------------------------------------------------------------------------------- | ----------------------------------------------------------------------------------- | ----------------------------------------------------------------------------------- | ----------------------------------------------------------------------------------- | ----------------------------------------------------------------------------------- | ----------------------------------------------------------------------------------- | - |
| 8 | d5 чёрный конь · e5 чёрный король · c1 белый слон · e1 белый король · f1 белый слон | d5 чёрный конь · e5 чёрный король · c1 белый слон · e1 белый король · f1 белый слон | d5 чёрный конь · e5 чёрный король · c1 белый слон · e1 белый король · f1 белый слон | d5 чёрный конь · e5 чёрный король · c1 белый слон · e1 белый король · f1 белый слон | d5 чёрный конь · e5 чёрный король · c1 белый слон · e1 белый король · f1 белый слон | d5 чёрный конь · e5 чёрный король · c1 белый слон · e1 белый король · f1 белый слон | d5 чёрный конь · e5 чёрный король · c1 белый слон · e1 белый король · f1 белый слон | d5 чёрный конь · e5 чёрный король · c1 белый слон · e1 белый король · f1 белый слон | 8 |
| 7 | d5 чёрный конь · e5 чёрный король · c1 белый слон · e1 белый король · f1 белый слон | d5 чёрный конь · e5 чёрный король · c1 белый слон · e1 белый король · f1 белый слон | d5 чёрный конь · e5 чёрный король · c1 белый слон · e1 белый король · f1 белый слон | d5 чёрный конь · e5 чёрный король · c1 белый слон · e1 белый король · f1 белый слон | d5 чёрный конь · e5 чёрный король · c1 белый слон · e1 белый король · f1 белый слон | d5 чёрный конь · e5 чёрный король · c1 белый слон · e1 белый король · f1 белый слон | d5 чёрный конь · e5 чёрный король · c1 белый слон · e1 белый король · f1 белый слон | d5 чёрный конь · e5 чёрный король · c1 белый слон · e1 белый король · f1 белый слон | 7 |
| 6 | d5 чёрный конь · e5 чёрный король · c1 белый слон · e1 белый король · f1 белый слон | d5 чёрный конь · e5 чёрный король · c1 белый слон · e1 белый король · f1 белый слон | d5 чёрный конь · e5 чёрный король · c1 белый слон · e1 белый король · f1 белый слон | d5 чёрный конь · e5 чёрный король · c1 белый слон · e1 белый король · f1 белый слон | d5 чёрный конь · e5 чёрный король · c1 белый слон · e1 белый король · f1 белый слон | d5 чёрный конь · e5 чёрный король · c1 белый слон · e1 белый король · f1 белый слон | d5 чёрный конь · e5 чёрный король · c1 белый слон · e1 белый король · f1 белый слон | d5 чёрный конь · e5 чёрный король · c1 белый слон · e1 белый король · f1 белый слон | 6 |
| 5 | d5 чёрный конь · e5 чёрный король · c1 белый слон · e1 белый король · f1 белый слон | d5 чёрный конь · e5 чёрный король · c1 белый слон · e1 белый король · f1 белый слон | d5 чёрный конь · e5 чёрный король · c1 белый слон · e1 белый король · f1 белый слон | d5 чёрный конь · e5 чёрный король · c1 белый слон · e1 белый король · f1 белый слон | d5 чёрный конь · e5 чёрный король · c1 белый слон · e1 белый король · f1 белый слон | d5 чёрный конь · e5 чёрный король · c1 белый слон · e1 белый король · f1 белый слон | d5 чёрный конь · e5 чёрный король · c1 белый слон · e1 белый король · f1 белый слон | d5 чёрный конь · e5 чёрный король · c1 белый слон · e1 белый король · f1 белый слон | 5 |
| 4 | d5 чёрный конь · e5 чёрный король · c1 белый слон · e1 белый король · f1 белый слон | d5 чёрный конь · e5 чёрный король · c1 белый слон · e1 белый король · f1 белый слон | d5 чёрный конь · e5 чёрный король · c1 белый слон · e1 белый король · f1 белый слон | d5 чёрный конь · e5 чёрный король · c1 белый слон · e1 белый король · f1 белый слон | d5 чёрный конь · e5 чёрный король · c1 белый слон · e1 белый король · f1 белый слон | d5 чёрный конь · e5 чёрный король · c1 белый слон · e1 белый король · f1 белый слон | d5 чёрный конь · e5 чёрный король · c1 белый слон · e1 белый король · f1 белый слон | d5 чёрный конь · e5 чёрный король · c1 белый слон · e1 белый король · f1 белый слон | 4 |
| 3 | d5 чёрный конь · e5 чёрный король · c1 белый слон · e1 белый король · f1 белый слон | d5 чёрный конь · e5 чёрный король · c1 белый слон · e1 белый король · f1 белый слон | d5 чёрный конь · e5 чёрный король · c1 белый слон · e1 белый король · f1 белый слон | d5 чёрный конь · e5 чёрный король · c1 белый слон · e1 белый король · f1 белый слон | d5 чёрный конь · e5 чёрный король · c1 белый слон · e1 белый король · f1 белый слон | d5 чёрный конь · e5 чёрный король · c1 белый слон · e1 белый король · f1 белый слон | d5 чёрный конь · e5 чёрный король · c1 белый слон · e1 белый король · f1 белый слон | d5 чёрный конь · e5 чёрный король · c1 белый слон · e1 белый король · f1 белый слон | 3 |
| 2 | d5 чёрный конь · e5 чёрный король · c1 белый слон · e1 белый король · f1 белый слон | d5 чёрный конь · e5 чёрный король · c1 белый слон · e1 белый король · f1 белый слон | d5 чёрный конь · e5 чёрный король · c1 белый слон · e1 белый король · f1 белый слон | d5 чёрный конь · e5 чёрный король · c1 белый слон · e1 белый король · f1 белый слон | d5 чёрный конь · e5 чёрный король · c1 белый слон · e1 белый король · f1 белый слон | d5 чёрный конь · e5 чёрный король · c1 белый слон · e1 белый король · f1 белый слон | d5 чёрный конь · e5 чёрный король · c1 белый слон · e1 белый король · f1 белый слон | d5 чёрный конь · e5 чёрный король · c1 белый слон · e1 белый король · f1 белый слон | 2 |
| 1 | d5 чёрный конь · e5 чёрный король · c1 белый слон · e1 белый король · f1 белый слон | d5 чёрный конь · e5 чёрный король · c1 белый слон · e1 белый король · f1 белый слон | d5 чёрный конь · e5 чёрный король · c1 белый слон · e1 белый король · f1 белый слон | d5 чёрный конь · e5 чёрный король · c1 белый слон · e1 белый король · f1 белый слон | d5 чёрный конь · e5 чёрный король · c1 белый слон · e1 белый король · f1 белый слон | d5 чёрный конь · e5 чёрный король · c1 белый слон · e1 белый король · f1 белый слон | d5 чёрный конь · e5 чёрный король · c1 белый слон · e1 белый король · f1 белый слон | d5 чёрный конь · e5 чёрный король · c1 белый слон · e1 белый король · f1 белый слон | 1 |
|   | a                                                                                   | b                                                                                   | c                                                                                   | d                                                                                   | e                                                                                   | f                                                                                   | g                                                                                   | h                                                                                   |   |

В данной позиции фигуры белых находятся на начальных позициях, а фигуры чёрных занимают наиболее выгодные позиции в центре доски. Согласно таблицам Налимова, белые выигрывают в 67 ходов: 1.Сb2+ Крf5 2.Крe2 Крf4 3.Сg2 Кe7 4.Сc1+ Крe5 5.Крf3 Кc6 6.Сb2+ Крd5 7.Крe3 Крc5 8.Сa3+ Крb5 9.Крe4 Кa5 10.Крd5 Кb7 11.Сe7 Крb6. Чёрные построили так называемую «крепость Клинга и Горвица». Долгие годы считалось, что она достаточна для ничьей, но появление таблиц малофигурных окончаний в корне изменило эту оценку. 12.Сe4 Крc7 13.Сh4 Крb6 14.Сg3 Кa5 15.Сf2+ Крc7 16.Крe6 Кb7 17.Крe7 Кa5 18.Сg3+ Крb6 19.Крd7 Крc5 20.Сf2+ Крc4 21.Сg6 Кb3 22.Сf7+ Крc3 23.Сe1+ Крc2 24.Крd6 Кd2 25.Сg6+ Крd1 26.Сf2 Крe2 27.Сc5 Крf3 28.Крe5 Кc4 29.Крd4 Кe3 30.Сe4+ Крe2 31.Сb6 Крd2 32.Сg6 Кc2+ 33.Крd5 Кe3+ 34.Крe4 Кd1 35.Крd4 Кe3 36.Сa5+ Крe2 37.Крe4 Кc2 38.Сh5+ Крe2 39.Крf4 Крf1 40.Сb6 Крe1 41.Крe4 Крd2 42.Сa5+ Крc1 43.Крd3 Крb2 44.Сc3+ Крc1 45.Сe8 Кa3 46.Сa4 Крb1 47.Сg7 Крc1 48.Крc3 Кb1+ 49.Крb3 Крd2 50.Крb2, и белые выигрывают коня.
|   | a                                                                                   | b                                                                                   | c                                                                                   | d                                                                                   | e                                                                                   | f                                                                                   | g                                                                                   | h                                                                                   |   |
| - | ----------------------------------------------------------------------------------- | ----------------------------------------------------------------------------------- | ----------------------------------------------------------------------------------- | ----------------------------------------------------------------------------------- | ----------------------------------------------------------------------------------- | ----------------------------------------------------------------------------------- | ----------------------------------------------------------------------------------- | ----------------------------------------------------------------------------------- | - |
| 8 | g6 белый слон · c5 чёрный конь · c4 чёрный король · f3 белый король · c1 белый слон | g6 белый слон · c5 чёрный конь · c4 чёрный король · f3 белый король · c1 белый слон | g6 белый слон · c5 чёрный конь · c4 чёрный король · f3 белый король · c1 белый слон | g6 белый слон · c5 чёрный конь · c4 чёрный король · f3 белый король · c1 белый слон | g6 белый слон · c5 чёрный конь · c4 чёрный король · f3 белый король · c1 белый слон | g6 белый слон · c5 чёрный конь · c4 чёрный король · f3 белый король · c1 белый слон | g6 белый слон · c5 чёрный конь · c4 чёрный король · f3 белый король · c1 белый слон | g6 белый слон · c5 чёрный конь · c4 чёрный король · f3 белый король · c1 белый слон | 8 |
| 7 | g6 белый слон · c5 чёрный конь · c4 чёрный король · f3 белый король · c1 белый слон | g6 белый слон · c5 чёрный конь · c4 чёрный король · f3 белый король · c1 белый слон | g6 белый слон · c5 чёрный конь · c4 чёрный король · f3 белый король · c1 белый слон | g6 белый слон · c5 чёрный конь · c4 чёрный король · f3 белый король · c1 белый слон | g6 белый слон · c5 чёрный конь · c4 чёрный король · f3 белый король · c1 белый слон | g6 белый слон · c5 чёрный конь · c4 чёрный король · f3 белый король · c1 белый слон | g6 белый слон · c5 чёрный конь · c4 чёрный король · f3 белый король · c1 белый слон | g6 белый слон · c5 чёрный конь · c4 чёрный король · f3 белый король · c1 белый слон | 7 |
| 6 | g6 белый слон · c5 чёрный конь · c4 чёрный король · f3 белый король · c1 белый слон | g6 белый слон · c5 чёрный конь · c4 чёрный король · f3 белый король · c1 белый слон | g6 белый слон · c5 чёрный конь · c4 чёрный король · f3 белый король · c1 белый слон | g6 белый слон · c5 чёрный конь · c4 чёрный король · f3 белый король · c1 белый слон | g6 белый слон · c5 чёрный конь · c4 чёрный король · f3 белый король · c1 белый слон | g6 белый слон · c5 чёрный конь · c4 чёрный король · f3 белый король · c1 белый слон | g6 белый слон · c5 чёрный конь · c4 чёрный король · f3 белый король · c1 белый слон | g6 белый слон · c5 чёрный конь · c4 чёрный король · f3 белый король · c1 белый слон | 6 |
| 5 | g6 белый слон · c5 чёрный конь · c4 чёрный король · f3 белый король · c1 белый слон | g6 белый слон · c5 чёрный конь · c4 чёрный король · f3 белый король · c1 белый слон | g6 белый слон · c5 чёрный конь · c4 чёрный король · f3 белый король · c1 белый слон | g6 белый слон · c5 чёрный конь · c4 чёрный король · f3 белый король · c1 белый слон | g6 белый слон · c5 чёрный конь · c4 чёрный король · f3 белый король · c1 белый слон | g6 белый слон · c5 чёрный конь · c4 чёрный король · f3 белый король · c1 белый слон | g6 белый слон · c5 чёрный конь · c4 чёрный король · f3 белый король · c1 белый слон | g6 белый слон · c5 чёрный конь · c4 чёрный король · f3 белый король · c1 белый слон | 5 |
| 4 | g6 белый слон · c5 чёрный конь · c4 чёрный король · f3 белый король · c1 белый слон | g6 белый слон · c5 чёрный конь · c4 чёрный король · f3 белый король · c1 белый слон | g6 белый слон · c5 чёрный конь · c4 чёрный король · f3 белый король · c1 белый слон | g6 белый слон · c5 чёрный конь · c4 чёрный король · f3 белый король · c1 белый слон | g6 белый слон · c5 чёрный конь · c4 чёрный король · f3 белый король · c1 белый слон | g6 белый слон · c5 чёрный конь · c4 чёрный король · f3 белый король · c1 белый слон | g6 белый слон · c5 чёрный конь · c4 чёрный король · f3 белый король · c1 белый слон | g6 белый слон · c5 чёрный конь · c4 чёрный король · f3 белый король · c1 белый слон | 4 |
| 3 | g6 белый слон · c5 чёрный конь · c4 чёрный король · f3 белый король · c1 белый слон | g6 белый слон · c5 чёрный конь · c4 чёрный король · f3 белый король · c1 белый слон | g6 белый слон · c5 чёрный конь · c4 чёрный король · f3 белый король · c1 белый слон | g6 белый слон · c5 чёрный конь · c4 чёрный король · f3 белый король · c1 белый слон | g6 белый слон · c5 чёрный конь · c4 чёрный король · f3 белый король · c1 белый слон | g6 белый слон · c5 чёрный конь · c4 чёрный король · f3 белый король · c1 белый слон | g6 белый слон · c5 чёрный конь · c4 чёрный король · f3 белый король · c1 белый слон | g6 белый слон · c5 чёрный конь · c4 чёрный король · f3 белый король · c1 белый слон | 3 |
| 2 | g6 белый слон · c5 чёрный конь · c4 чёрный король · f3 белый король · c1 белый слон | g6 белый слон · c5 чёрный конь · c4 чёрный король · f3 белый король · c1 белый слон | g6 белый слон · c5 чёрный конь · c4 чёрный король · f3 белый король · c1 белый слон | g6 белый слон · c5 чёрный конь · c4 чёрный король · f3 белый король · c1 белый слон | g6 белый слон · c5 чёрный конь · c4 чёрный король · f3 белый король · c1 белый слон | g6 белый слон · c5 чёрный конь · c4 чёрный король · f3 белый король · c1 белый слон | g6 белый слон · c5 чёрный конь · c4 чёрный король · f3 белый король · c1 белый слон | g6 белый слон · c5 чёрный конь · c4 чёрный король · f3 белый король · c1 белый слон | 2 |
| 1 | g6 белый слон · c5 чёрный конь · c4 чёрный король · f3 белый король · c1 белый слон | g6 белый слон · c5 чёрный конь · c4 чёрный король · f3 белый король · c1 белый слон | g6 белый слон · c5 чёрный конь · c4 чёрный король · f3 белый король · c1 белый слон | g6 белый слон · c5 чёрный конь · c4 чёрный король · f3 белый король · c1 белый слон | g6 белый слон · c5 чёрный конь · c4 чёрный король · f3 белый король · c1 белый слон | g6 белый слон · c5 чёрный конь · c4 чёрный король · f3 белый король · c1 белый слон | g6 белый слон · c5 чёрный конь · c4 чёрный король · f3 белый король · c1 белый слон | g6 белый слон · c5 чёрный конь · c4 чёрный король · f3 белый король · c1 белый слон | 1 |
|   | a                                                                                   | b                                                                                   | c                                                                                   | d                                                                                   | e                                                                                   | f                                                                                   | g                                                                                   | h                                                                                   |   |

Ничейная ловушка. Белые неудачно расположили свои фигуры, и при ходе чёрных они форсированно делают ничью путём 1…Кd3! Грозит как 2…К:c1, так и 2…Кe5+. Защиты нет. Можно, конечно, сыграть 2.Сf4, но это приводит к размену чернопольного слона и ничьей. 2.Сf7+ Крc3. Ничего не поменялось, чёрные сохранили обе свои угрозы, поэтому — ничья.
|   | a                                                                                    | b                                                                                    | c                                                                                    | d                                                                                    | e                                                                                    | f                                                                                    | g                                                                                    | h                                                                                    |   |
| - | ------------------------------------------------------------------------------------ | ------------------------------------------------------------------------------------ | ------------------------------------------------------------------------------------ | ------------------------------------------------------------------------------------ | ------------------------------------------------------------------------------------ | ------------------------------------------------------------------------------------ | ------------------------------------------------------------------------------------ | ------------------------------------------------------------------------------------ | - |
| 8 | a6 белый король · e6 чёрный король · b4 чёрный слон · b3 белый конь · g2 чёрный слон | a6 белый король · e6 чёрный король · b4 чёрный слон · b3 белый конь · g2 чёрный слон | a6 белый король · e6 чёрный король · b4 чёрный слон · b3 белый конь · g2 чёрный слон | a6 белый король · e6 чёрный король · b4 чёрный слон · b3 белый конь · g2 чёрный слон | a6 белый король · e6 чёрный король · b4 чёрный слон · b3 белый конь · g2 чёрный слон | a6 белый король · e6 чёрный король · b4 чёрный слон · b3 белый конь · g2 чёрный слон | a6 белый король · e6 чёрный король · b4 чёрный слон · b3 белый конь · g2 чёрный слон | a6 белый король · e6 чёрный король · b4 чёрный слон · b3 белый конь · g2 чёрный слон | 8 |
| 7 | a6 белый король · e6 чёрный король · b4 чёрный слон · b3 белый конь · g2 чёрный слон | a6 белый король · e6 чёрный король · b4 чёрный слон · b3 белый конь · g2 чёрный слон | a6 белый король · e6 чёрный король · b4 чёрный слон · b3 белый конь · g2 чёрный слон | a6 белый король · e6 чёрный король · b4 чёрный слон · b3 белый конь · g2 чёрный слон | a6 белый король · e6 чёрный король · b4 чёрный слон · b3 белый конь · g2 чёрный слон | a6 белый король · e6 чёрный король · b4 чёрный слон · b3 белый конь · g2 чёрный слон | a6 белый король · e6 чёрный король · b4 чёрный слон · b3 белый конь · g2 чёрный слон | a6 белый король · e6 чёрный король · b4 чёрный слон · b3 белый конь · g2 чёрный слон | 7 |
| 6 | a6 белый король · e6 чёрный король · b4 чёрный слон · b3 белый конь · g2 чёрный слон | a6 белый король · e6 чёрный король · b4 чёрный слон · b3 белый конь · g2 чёрный слон | a6 белый король · e6 чёрный король · b4 чёрный слон · b3 белый конь · g2 чёрный слон | a6 белый король · e6 чёрный король · b4 чёрный слон · b3 белый конь · g2 чёрный слон | a6 белый король · e6 чёрный король · b4 чёрный слон · b3 белый конь · g2 чёрный слон | a6 белый король · e6 чёрный король · b4 чёрный слон · b3 белый конь · g2 чёрный слон | a6 белый король · e6 чёрный король · b4 чёрный слон · b3 белый конь · g2 чёрный слон | a6 белый король · e6 чёрный король · b4 чёрный слон · b3 белый конь · g2 чёрный слон | 6 |
| 5 | a6 белый король · e6 чёрный король · b4 чёрный слон · b3 белый конь · g2 чёрный слон | a6 белый король · e6 чёрный король · b4 чёрный слон · b3 белый конь · g2 чёрный слон | a6 белый король · e6 чёрный король · b4 чёрный слон · b3 белый конь · g2 чёрный слон | a6 белый король · e6 чёрный король · b4 чёрный слон · b3 белый конь · g2 чёрный слон | a6 белый король · e6 чёрный король · b4 чёрный слон · b3 белый конь · g2 чёрный слон | a6 белый король · e6 чёрный король · b4 чёрный слон · b3 белый конь · g2 чёрный слон | a6 белый король · e6 чёрный король · b4 чёрный слон · b3 белый конь · g2 чёрный слон | a6 белый король · e6 чёрный король · b4 чёрный слон · b3 белый конь · g2 чёрный слон | 5 |
| 4 | a6 белый король · e6 чёрный король · b4 чёрный слон · b3 белый конь · g2 чёрный слон | a6 белый король · e6 чёрный король · b4 чёрный слон · b3 белый конь · g2 чёрный слон | a6 белый король · e6 чёрный король · b4 чёрный слон · b3 белый конь · g2 чёрный слон | a6 белый король · e6 чёрный король · b4 чёрный слон · b3 белый конь · g2 чёрный слон | a6 белый король · e6 чёрный король · b4 чёрный слон · b3 белый конь · g2 чёрный слон | a6 белый король · e6 чёрный король · b4 чёрный слон · b3 белый конь · g2 чёрный слон | a6 белый король · e6 чёрный король · b4 чёрный слон · b3 белый конь · g2 чёрный слон | a6 белый король · e6 чёрный король · b4 чёрный слон · b3 белый конь · g2 чёрный слон | 4 |
| 3 | a6 белый король · e6 чёрный король · b4 чёрный слон · b3 белый конь · g2 чёрный слон | a6 белый король · e6 чёрный король · b4 чёрный слон · b3 белый конь · g2 чёрный слон | a6 белый король · e6 чёрный король · b4 чёрный слон · b3 белый конь · g2 чёрный слон | a6 белый король · e6 чёрный король · b4 чёрный слон · b3 белый конь · g2 чёрный слон | a6 белый король · e6 чёрный король · b4 чёрный слон · b3 белый конь · g2 чёрный слон | a6 белый король · e6 чёрный король · b4 чёрный слон · b3 белый конь · g2 чёрный слон | a6 белый король · e6 чёрный король · b4 чёрный слон · b3 белый конь · g2 чёрный слон | a6 белый король · e6 чёрный король · b4 чёрный слон · b3 белый конь · g2 чёрный слон | 3 |
| 2 | a6 белый король · e6 чёрный король · b4 чёрный слон · b3 белый конь · g2 чёрный слон | a6 белый король · e6 чёрный король · b4 чёрный слон · b3 белый конь · g2 чёрный слон | a6 белый король · e6 чёрный король · b4 чёрный слон · b3 белый конь · g2 чёрный слон | a6 белый король · e6 чёрный король · b4 чёрный слон · b3 белый конь · g2 чёрный слон | a6 белый король · e6 чёрный король · b4 чёрный слон · b3 белый конь · g2 чёрный слон | a6 белый король · e6 чёрный король · b4 чёрный слон · b3 белый конь · g2 чёрный слон | a6 белый король · e6 чёрный король · b4 чёрный слон · b3 белый конь · g2 чёрный слон | a6 белый король · e6 чёрный король · b4 чёрный слон · b3 белый конь · g2 чёрный слон | 2 |
| 1 | a6 белый король · e6 чёрный король · b4 чёрный слон · b3 белый конь · g2 чёрный слон | a6 белый король · e6 чёрный король · b4 чёрный слон · b3 белый конь · g2 чёрный слон | a6 белый король · e6 чёрный король · b4 чёрный слон · b3 белый конь · g2 чёрный слон | a6 белый король · e6 чёрный король · b4 чёрный слон · b3 белый конь · g2 чёрный слон | a6 белый король · e6 чёрный король · b4 чёрный слон · b3 белый конь · g2 чёрный слон | a6 белый король · e6 чёрный король · b4 чёрный слон · b3 белый конь · g2 чёрный слон | a6 белый король · e6 чёрный король · b4 чёрный слон · b3 белый конь · g2 чёрный слон | a6 белый король · e6 чёрный король · b4 чёрный слон · b3 белый конь · g2 чёрный слон | 1 |
|   | a                                                                                    | b                                                                                    | c                                                                                    | d                                                                                    | e                                                                                    | f                                                                                    | g                                                                                    | h                                                                                    |   |

В данном случае, в момент возникновения окончания «два слона против коня» обе белые фигуры находятся в плохом положении. Конь белых не может держаться возле своего короля, так как слоны чёрных отсекают его. Сочетая матовые угрозы с угрозой выиграть коня, чёрные легко выигрывают. По данным таблиц Налимова, чёрные выигрывают (дают мат) не позже 23-го хода. 77…Сf1+ 78.Крb6 Крd6. Другие ходы надолго затягивают игру, например, 78…Сc3 79.Кc5+. Конь соединяется с королём, и придётся выигрывать заново. 79.Кa5. Чуть упорнее 79.Кa1. 79…Сc5+. Снова единственное. Другие ходы затягивают игру на десятки ходов, например, 79…Сe2 80.Кb7. 80.Крb7 Сe2. Точнее 80…Сd4! 81.Кb3 Сc3 82.Крb6 Сc4 83.Кa5 Сd4+ 84.Крb7 Сe6 85.Крa6 Крc5 86.Кb7+ Крb4 87.Кd6 Сc5, и белые теряют коня, так как на любое его отступление следует мат. 81.Кb3 Сe3 82.Кa5 Крc5. И здесь точнее было 82…Сd4 83.Кb3 Сc3 84.Крb6 Сc4, переходя к варианту, указанному выше. 83.Крc7 Сf4+. Белые сдались. Партия могла закончиться примерно следующим образом: 84.Крd7 Сg4+ 85.Крd8 Сf5 86.Кb3+ Крd6 87.Крe8 Сe3 88.Крf8 Сe4 89.Крg7 Крe7 90.Кa5 Сd5, и чёрные выигрывают коня.
|   | a                                                                                   | b                                                                                   | c                                                                                   | d                                                                                   | e                                                                                   | f                                                                                   | g                                                                                   | h                                                                                   |   |
| - | ----------------------------------------------------------------------------------- | ----------------------------------------------------------------------------------- | ----------------------------------------------------------------------------------- | ----------------------------------------------------------------------------------- | ----------------------------------------------------------------------------------- | ----------------------------------------------------------------------------------- | ----------------------------------------------------------------------------------- | ----------------------------------------------------------------------------------- | - |
| 8 | d5 чёрный конь · f5 белый слон · g5 белый король · d4 чёрный король · h2 белый слон | d5 чёрный конь · f5 белый слон · g5 белый король · d4 чёрный король · h2 белый слон | d5 чёрный конь · f5 белый слон · g5 белый король · d4 чёрный король · h2 белый слон | d5 чёрный конь · f5 белый слон · g5 белый король · d4 чёрный король · h2 белый слон | d5 чёрный конь · f5 белый слон · g5 белый король · d4 чёрный король · h2 белый слон | d5 чёрный конь · f5 белый слон · g5 белый король · d4 чёрный король · h2 белый слон | d5 чёрный конь · f5 белый слон · g5 белый король · d4 чёрный король · h2 белый слон | d5 чёрный конь · f5 белый слон · g5 белый король · d4 чёрный король · h2 белый слон | 8 |
| 7 | d5 чёрный конь · f5 белый слон · g5 белый король · d4 чёрный король · h2 белый слон | d5 чёрный конь · f5 белый слон · g5 белый король · d4 чёрный король · h2 белый слон | d5 чёрный конь · f5 белый слон · g5 белый король · d4 чёрный король · h2 белый слон | d5 чёрный конь · f5 белый слон · g5 белый король · d4 чёрный король · h2 белый слон | d5 чёрный конь · f5 белый слон · g5 белый король · d4 чёрный король · h2 белый слон | d5 чёрный конь · f5 белый слон · g5 белый король · d4 чёрный король · h2 белый слон | d5 чёрный конь · f5 белый слон · g5 белый король · d4 чёрный король · h2 белый слон | d5 чёрный конь · f5 белый слон · g5 белый король · d4 чёрный король · h2 белый слон | 7 |
| 6 | d5 чёрный конь · f5 белый слон · g5 белый король · d4 чёрный король · h2 белый слон | d5 чёрный конь · f5 белый слон · g5 белый король · d4 чёрный король · h2 белый слон | d5 чёрный конь · f5 белый слон · g5 белый король · d4 чёрный король · h2 белый слон | d5 чёрный конь · f5 белый слон · g5 белый король · d4 чёрный король · h2 белый слон | d5 чёрный конь · f5 белый слон · g5 белый король · d4 чёрный король · h2 белый слон | d5 чёрный конь · f5 белый слон · g5 белый король · d4 чёрный король · h2 белый слон | d5 чёрный конь · f5 белый слон · g5 белый король · d4 чёрный король · h2 белый слон | d5 чёрный конь · f5 белый слон · g5 белый король · d4 чёрный король · h2 белый слон | 6 |
| 5 | d5 чёрный конь · f5 белый слон · g5 белый король · d4 чёрный король · h2 белый слон | d5 чёрный конь · f5 белый слон · g5 белый король · d4 чёрный король · h2 белый слон | d5 чёрный конь · f5 белый слон · g5 белый король · d4 чёрный король · h2 белый слон | d5 чёрный конь · f5 белый слон · g5 белый король · d4 чёрный король · h2 белый слон | d5 чёрный конь · f5 белый слон · g5 белый король · d4 чёрный король · h2 белый слон | d5 чёрный конь · f5 белый слон · g5 белый король · d4 чёрный король · h2 белый слон | d5 чёрный конь · f5 белый слон · g5 белый король · d4 чёрный король · h2 белый слон | d5 чёрный конь · f5 белый слон · g5 белый король · d4 чёрный король · h2 белый слон | 5 |
| 4 | d5 чёрный конь · f5 белый слон · g5 белый король · d4 чёрный король · h2 белый слон | d5 чёрный конь · f5 белый слон · g5 белый король · d4 чёрный король · h2 белый слон | d5 чёрный конь · f5 белый слон · g5 белый король · d4 чёрный король · h2 белый слон | d5 чёрный конь · f5 белый слон · g5 белый король · d4 чёрный король · h2 белый слон | d5 чёрный конь · f5 белый слон · g5 белый король · d4 чёрный король · h2 белый слон | d5 чёрный конь · f5 белый слон · g5 белый король · d4 чёрный король · h2 белый слон | d5 чёрный конь · f5 белый слон · g5 белый король · d4 чёрный король · h2 белый слон | d5 чёрный конь · f5 белый слон · g5 белый король · d4 чёрный король · h2 белый слон | 4 |
| 3 | d5 чёрный конь · f5 белый слон · g5 белый король · d4 чёрный король · h2 белый слон | d5 чёрный конь · f5 белый слон · g5 белый король · d4 чёрный король · h2 белый слон | d5 чёрный конь · f5 белый слон · g5 белый король · d4 чёрный король · h2 белый слон | d5 чёрный конь · f5 белый слон · g5 белый король · d4 чёрный король · h2 белый слон | d5 чёрный конь · f5 белый слон · g5 белый король · d4 чёрный король · h2 белый слон | d5 чёрный конь · f5 белый слон · g5 белый король · d4 чёрный король · h2 белый слон | d5 чёрный конь · f5 белый слон · g5 белый король · d4 чёрный король · h2 белый слон | d5 чёрный конь · f5 белый слон · g5 белый король · d4 чёрный король · h2 белый слон | 3 |
| 2 | d5 чёрный конь · f5 белый слон · g5 белый король · d4 чёрный король · h2 белый слон | d5 чёрный конь · f5 белый слон · g5 белый король · d4 чёрный король · h2 белый слон | d5 чёрный конь · f5 белый слон · g5 белый король · d4 чёрный король · h2 белый слон | d5 чёрный конь · f5 белый слон · g5 белый король · d4 чёрный король · h2 белый слон | d5 чёрный конь · f5 белый слон · g5 белый король · d4 чёрный король · h2 белый слон | d5 чёрный конь · f5 белый слон · g5 белый король · d4 чёрный король · h2 белый слон | d5 чёрный конь · f5 белый слон · g5 белый король · d4 чёрный король · h2 белый слон | d5 чёрный конь · f5 белый слон · g5 белый король · d4 чёрный король · h2 белый слон | 2 |
| 1 | d5 чёрный конь · f5 белый слон · g5 белый король · d4 чёрный король · h2 белый слон | d5 чёрный конь · f5 белый слон · g5 белый король · d4 чёрный король · h2 белый слон | d5 чёрный конь · f5 белый слон · g5 белый король · d4 чёрный король · h2 белый слон | d5 чёрный конь · f5 белый слон · g5 белый король · d4 чёрный король · h2 белый слон | d5 чёрный конь · f5 белый слон · g5 белый король · d4 чёрный король · h2 белый слон | d5 чёрный конь · f5 белый слон · g5 белый король · d4 чёрный король · h2 белый слон | d5 чёрный конь · f5 белый слон · g5 белый король · d4 чёрный король · h2 белый слон | d5 чёрный конь · f5 белый слон · g5 белый король · d4 чёрный король · h2 белый слон | 1 |
|   | a                                                                                   | b                                                                                   | c                                                                                   | d                                                                                   | e                                                                                   | f                                                                                   | g                                                                                   | h                                                                                   |   |

Здесь белые не смогли реализовать свой перевес за 50 ходов, и партия закончилась ничьей. Подробный анализ этого окончания даёт блогер Алексей Пугач.